# Ketubot (Talmud)

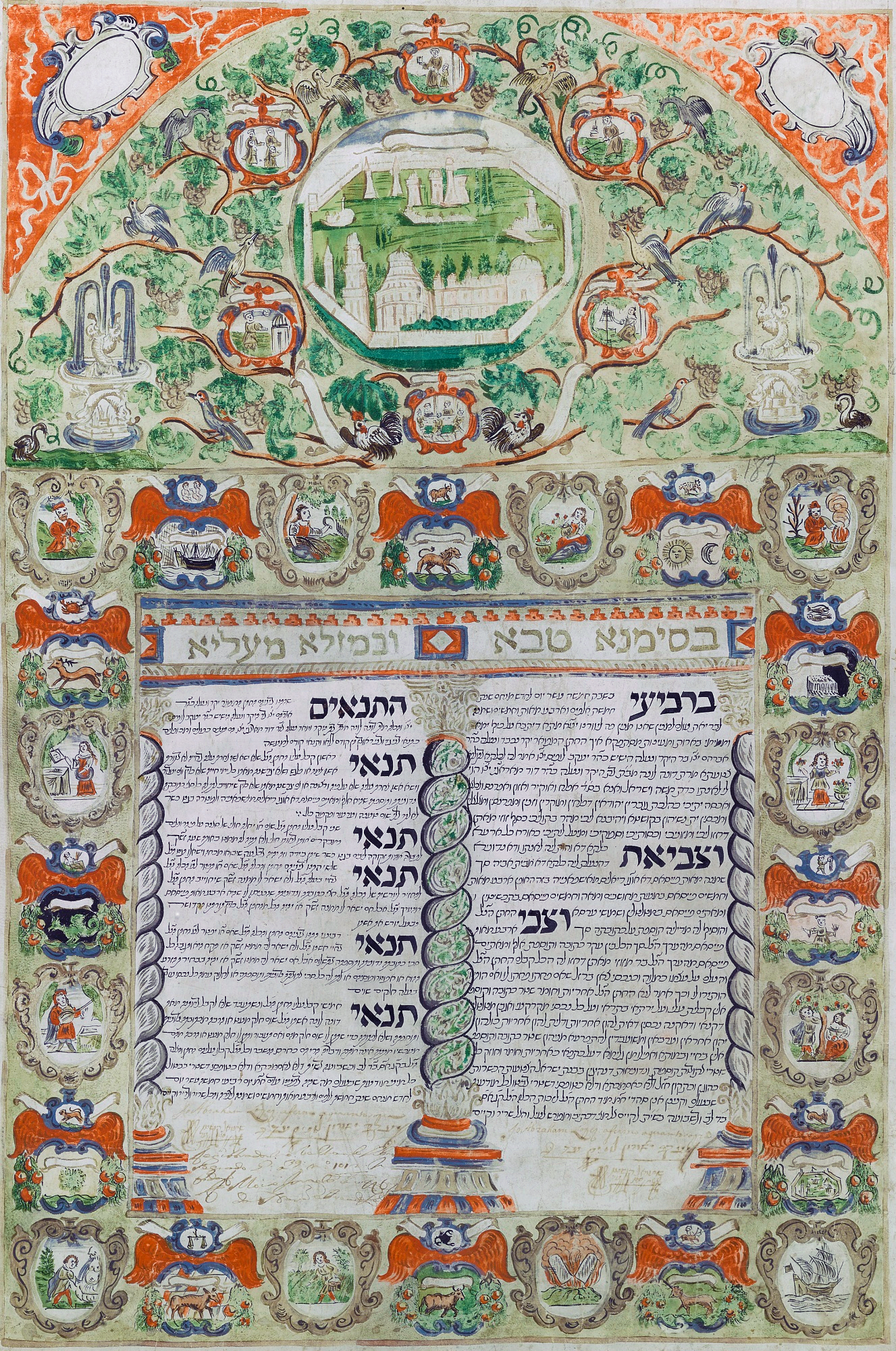
Ketubá decorada, Livorno, 1698.

Ketubot (en hebreo: מסכת כתובות) es el segundo tratado del orden de Nashim de la Mishná, del Talmud y de la Tosefta. El tratado tiene 11 capítulos. El tratado habla sobre el certificado de matrimonio judío, la ketuba. Ketubot forma parte del Talmud de Babilonia y del Talmud de Jerusalén. Una ketubá (en hebreo: כְּתוּבָּה) (en plural: ketubot) es un tipo especial de acuerdo prenupcial judío. Se considera parte integrante de un matrimonio judío tradicional, y describe los derechos y las responsabilidades del novio hacia la novia. Actualmente, la Ketuba no posee un valor monetario, sin embargo, tiene valor legal en el Estado de Israel.